# Axel Sand
Axel Sand (* 17. April 1961 in Stuttgart) ist ein deutscher Regisseur und Kameramann, der außer Kino- und Fernsehfilmen auch Werbespots und Musikvideos dreht. Als Kameramann drehte er weltweit über 30 Dokumentarfilme.
Er ist im Deutschen Komponistenverband vertreten und komponierte auch viele Filmmusiken.
Axel Sand lebt in Berlin.

## Filmografie

### Als Regisseur (Auswahl)
- 2002: Erkan und Stefan – Gegen die Mächte der Finsternis
- 2003, 2005: Wilde Engel (Fernsehserie, 6 Folgen)
- 2004: Sinan Toprak ist der Unbestechliche (Fernsehserie, 4 Folgen)
- 2004: Schulmädchen (Fernsehserie, 6 Folgen)
- 2004–2013: Alarm für Cobra 11 – Die Autobahnpolizei (Fernsehserie, 24 Folgen)
- 2005: Alarm für Cobra 11 – Einsatz für Team 2 (Fernsehserie, 2 Folgen)
- 2006: Ausgeliefert! Jagd durch Berlin
- 2007: Crazy Race 3 – Sie knacken jedes Schloss (Fernsehfilm)
- 2008: Stadt in Angst
- 2008: Fast Track – No Limits
- 2008: African Race – Die verrückte Jagd nach dem Marakunda (Fernsehfilm)
- 2009–2010: Lasko – Die Faust Gottes (Fernsehfilm, 13 Folgen)
- 2018: Out of Control

### Als Kameramann (Auswahl)
- 1992: Beste Gelegenheit zum Sterben
- 1998: Die Schläfer
- 1998: CaiPiranha
- 1999: Der Bunker
- 1999: Der Voyeur
- 2000: Das Phantom
- 2001: Mädchen, Mädchen
- 2006: Ausgeliefert! Jagd durch Berlin
- 2007: Crazy Race 3 – Sie knacken jedes Schloss
- 2008: Stadt in Angst
- 2008: Fast Track – No Limits
- 2008: African Race – Die verrückte Jagd nach dem Marakunda (Fernsehfilm)
- 2009: Lasko – Die Faust Gottes

## Kompositionen

### Auftragswerke (Auswahl)
Cyberland, Moby Dick, Goldrausch, Beste Gelegenheit zum Sterben, Abenteurer und Attentäter

### Eigene Werke (Auswahl)
Adland, Algier, Bangkok, Claris, Diamonds, Eris, Free Again, Goes, Horizons, Jericho, Jews, NY Lilly, Piti, Psychop, Reaggox, Samoa, Thid, Yoshiko

## Auszeichnungen
- Nominierung Beste Kamera beim Deutschen Fernsehpreis 2001 für Der Voyeur
- Nominierung Beste Kamera beim Deutschen Fernsehpreis 2001 für Das Phantom
- Grimme-Preis für Hauptdarsteller Jürgen Vogel für Das Phantom